# Jan Bagiński (biskup)
Jan Bagiński (ur. 31 maja 1932 w Kamionce, zm. 19 maja 2019 w Opolu) – polski duchowny rzymskokatolicki, doktor nauk teologicznych, biskup pomocniczy opolski w latach 1985–2009, od 2009 biskup pomocniczy senior diecezji opolskiej.

## Życiorys
Urodził się 31 maja 1932 w Kamionce na Wołyniu. W 1943 wraz z rodziną zbiegł z rodzinnej miejscowości, dzięki czemu uratował się przed napadem banderowców dokonujących rzezi wołyńskiej. Po wkroczeniu w 1944 na Wołyń oddziałów Armii Czerwonej jego rodzina została przymusowo repatriowana do Chełma Lubelskiego, skąd przeniosła się do Opola. W latach 1947–1951 uczył się w II Męskim Liceum Ogólnokształcącym w Opolu, które ukończył złożeniem egzaminu dojrzałości. W latach 1951–1956 odbył studia filozoficzno-teologiczne w Wyższym Seminarium Duchownym Śląska Opolskiego w Nysie i Opolu. Święceń prezbiteratu udzielił mu 17 czerwca 1956 w katedrze Podwyższenia Krzyża św. w Opolu biskup diecezjalny częstochowski Zdzisław Goliński. Magisterium z teologii uzyskał w 1962 na Wydziale Teologicznym Katolickiego Uniwersytetu Lubelskiego. Stopień licencjata teologii uzyskał w 1987 w Instytucie Teologiczno-Pastoralnym w Opolu (filii Katolickiego Uniwersytetu Lubelskiego). Natomiast stopień doktora nauk teologicznych w zakresie teologii dogmatycznej uzyskał w 1989 na Sekcji Teologii Dogmatycznej Wydziału Teologicznego Katolickiego Uniwersytetu Lubelskiego na podstawie dysertacji Teologiczne i psychologiczne kryteria zdatności do kapłaństwa napisanej pod kierunkiem biskupa Alfonsa Nossola.
W latach 1956–1958 pracował jako wikariusz w parafii św. Mikołaja w Pyskowicach. Jednocześnie realizował zadanie budowy kościoła filialnego w Pniowie na terenie sąsiedniej parafii św. Marcina w Paczynie. Następnie w latach 1958–1959 był wikariuszem w parafii Matki Boskiej Nieustającej Pomocy w Opolu. W latach 1976–1985 pełnił funkcję proboszcza parafii Matki Bożej Wspomożenia Wiernych w Kluczborku. W 1979 został mianowany dziekanem kluczborskim, a w 1981 dziekanem kluczborskiego regionu duszpasterskiego. Od 1979 był ponadto konsultorem diecezjalnym. Prowadził rekolekcje oraz konferencje głównie dla sióstr zakonnych, inteligencji i nauczycieli. W 1981 otrzymał godność kapelana honorowego Jego Świątobliwości.
W latach 1959–1976 pracował w seminarium duchownym w Nysie na stanowisku wykładowcy języka łacińskiego i prefekta alumnów, a od 1973 wicerektora.
Był inwigilowany przez funkcjonariuszy Służbę Bezpieczeństwa, w latach 60. został oblany kwasem. Instytut Pamięci Narodowej nadał mu status pokrzywdzonego.
8 lipca 1985 został prekonizowany biskupem pomocniczym diecezji opolskiej ze stolicą tytularną Tagarata. Święcenia biskupie otrzymał wraz z Gerardem Kuszem 15 sierpnia 1985 w katedrze Podwyższenia Krzyża św. w Opolu. Udzielił mu ich kardynał Józef Glemp, prymas Polski, w asyście kardynała Henryka Gulbinowicza, arcybiskupa metropolity wrocławskiego, i Alfonsa Nossola, biskupa diecezjalnego opolskiego. Jako zawołanie biskupie przyjął słowa „Servire Deo et populo” (Służyć Bogu i ludziom). Został ustanowiony wikariuszem generalnym diecezji. W kurii biskupiej sprawował urząd przewodniczącego wydziału duszpasterskiego. Do jego kompetencji należały sprawy duszpasterstwa ogólnego i sakramentalne, sprawy rodzinne, charytatywne, misyjne i zakonne. Oprócz tego szczególną opiekę sprawował nad kluczborskim regionem duszpasterskim. 14 sierpnia 2009 papież Benedykt XVI przyjął jego rezygnację z obowiązków biskupa pomocniczego diecezji opolskiej.
W ramach prac Episkopatu Polski był członkiem Komisji ds. Misji i ds. Zakonnych. W 2003 był współkonsekratorem podczas sakry biskupa pomocniczego opolskiego Pawła Stobrawy.
Zmarł 19 maja 2019 w Opolu. 27 maja 2019 został pochowany przy tamtejszym kościele Świętych Apostołów Piotra i Pawła.